# Penitenciaría del Litoral
La Penitenciaría del Litoral, cuyo nombre oficial es Centro de Rehabilitación Social de Varones N. 1 de Guayaquil, es la prisión más grande de Ecuador. Se encuentra ubicada en el kilómetro 16.5 de la Vía a Daule, en las afueras de la ciudad de Guayaquil. La prisión cuenta con doce pabellones y tiene una capacidad de cinco mil reclusos, aunque para julio de 2021 albergaba alrededor de diez mil.
Es parte del Complejo Penitenciario del Guayas, que además incluye el Centro de Rehabilitación Regional Guayas, la cárcel La Roca y el Centro de Detención Provisional.
El 28 de septiembre de 2021, la cárcel fue el escenario de la Masacre de la Penitenciaría de Guayaquil, matanza durante la cual 119 reclusos fueros asesinados como producto de enfrentamientos entre bandas criminales. Debido al alto número de víctimas, la masacre es considerada el motín carcelario más sangriento en la historia de Ecuador.

## Historia

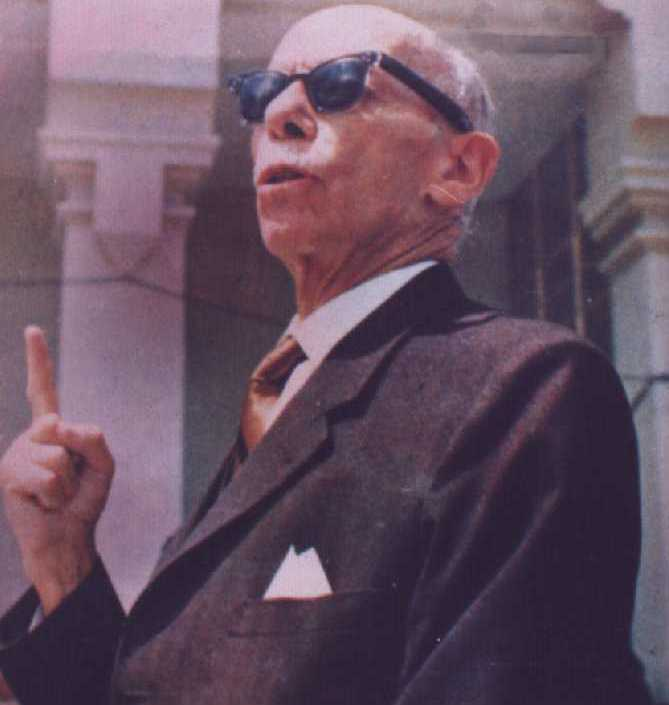
La construcción de la Penitenciaría del Litoral comenzó en el año 1954 durante el gobierno del presidente José María Velasco Ibarra (1893-1979).

En 1954, el presidente ecuatoriano José María Velasco Ibarra (1893-1979) decidió emprender en la ciudad de Guayaquil la construcción del proyecto carcelario más ambicioso hasta la fecha en el país, gracias a los ingresos obtenidos por el cobro de un impuesto a la exportación de banano. Para ello pidió asesoría al argentino Roberto Pettinato (1908-1993), quien llevaba ya siete años a cargo de la Dirección Nacional de Institutos Penales de Argentina y quien recibió permiso del presidente Juan Domingo Perón (1895-1974) para viajar al Ecuador y ayudar en el proyecto. El presupuesto original de la obra ascendía a 17 millones de sucres y un crédito de 3 millones de dólares.
Pettinato llegó a Ecuador el 23 de mayo de 1954 y, luego de dar una serie de conferencias, comenzó a trabajar en los planos de la penitenciaría en conjunto con el Concejo Provincial del Guayas. De acuerdo a las declaraciones de Pettinato a la prensa, la nueva prisión tendría como enfoque el rehabilitar a los reclusos y no castigarlos, por lo que contaría con canchas de fútbol y básquet, además de celdas con luz natural y una escuela con salón de actos. La ubicación final de la cárcel fue elegida por encontrarse lo suficientemente alejada de la ciudad (16 kilómetros de separación en esa época) y por contar con tierras fértiles aptas para el cultivo y acceso rápido al Río Daule.
La Penitenciaría del Litoral fue finalmente inaugurada en 1958, con capacidad para 1500 internos. Al momento de su apertura fue considerada el centro penal más moderno de Latinoamérica.

### SigloXXI
En diciembre de 2013, el presidente Rafael Correa inició un proceso de demolición parcial y reconstrucción  de la penitenciaría, con diez pabellones nuevos que fueron inaugurados en 2015 y se sumaron a dos que no fueron demolidos. Los reclusos que se encontraban en los pabellones demolidos fueron trasladados al recién inaugurado Centro de Rehabilitación Regional Guayas, ubicado a poca distancia de la penitenciaría.
Durante 2021, la Penitenciaría del Litoral fue uno de los escenarios de una crisis de seguridad nacional debido a varios motines que en su conjunto dejaron más de 200 reclusos fallecidos, entre ellos la Masacre del 28 de septiembre y la Masacre del 12 de noviembre, la primera de las cuales dejó 119 muertos y se convirtió en la matanza más grande en la historia carcelaria del país. Los ataques se produjeron como parte de una lucha de poder entre la banda criminal de Los Choneros y varias antiguas facciones que se separaron de la misma y empezaron a disputar el control de los centros carcelarios a nivel nacional.

## Bandas criminales
De acuerdo a la Policía Nacional del Ecuador, hacia octubre de 2021 los doce pabellones de la Penitenciaría del Litoral se encontraban controlados por bandas criminales, en el siguiente orden:
- Los Choneros: Controlan los pabellones 3, 5, 6, 7 y 12.
- Latin Kings: Controlan los pabellones 1, 4 y 11.
- Chone Killer: Controlan el pabellón 2.
- Los Tiguerones: Controlan el pabellón 8.
- Los Lobos: Controlan el pabellón 9.